# Alfa-1-microglobulina
La alfa-1-microglobulina (A1M, α1-microglobulina, a veces también llamada Proteína HC) es un microglobulina, una proteína globular pequeña. Se encuentra en todos los  vertebrados, incluyendo humanos, y se distribuye en el plasma sanguíneo y los tejidos extravasculares de todos los órganos. Se sintetiza en casi todas las células del organismo, pero principalmente su síntesis se lleva a cabo en el hígado desde un gen que codifica para el precursor de la alfa-1-microglobulin/bikunin.

## Estructura
La A1M humana está compuesta de un péptido de 183 aminoácidos con tres cadenas de carbohidratos. Pertenece a una familia de proteínas, las lipocalinas, cuyos miembros tienen una forma similar a una cesta construida de ocho hebras beta. Un residuo de cisteína en el extremo abierto de uno de los bucles de la canasta es de suma importancia para su función.

## Función
La A1M se une y degrada el grupo hemo, es eliminador de radicales así como una reductasa. Se ha propuesto un modelo en el que la A1M se describe como un "cubo de basura" que elimina continuamente los radicales libres y los agentes oxidantes, particularmente el grupo hemo, de los tejidos. Posteriormente se transporta a los riñones, donde se degrada. Por lo tanto, se piensa que la proteína  protege las células y tejidos contra el daño inducido por concentraciones anormalmente  altas de hemoglobina libre y/o especies reactivas de oxígeno (también llamado “estrés oxidativo”).
A1M tiene también función inmunorreguladora: la respuesta inmune de los linfocitos y neutrófilos es parcialmente suprimida por la A1M.

## Papel en el diagnóstico
La A1M puede ser utilizada como un indicador de proteinuria. La prueba puede ser considerada como positiva cuándo la proporción de A1M (en miligramos) y creatinina en milimoles en la orina está por encima de 0.7 mg/mmol.
Se ha propuesto una prueba para lapreeclampsia, en la que la A1M sirve como marcador de diagnóstico. Se basa en el hecho de que el estrés oxidativo en el tejido placentario provoca la síntesis endógena y la concentración en plasma de la proteína.

## Potencial terapéutico
La A1M es candidata para una serie de aplicaciones terapéuticas que incluyen el tratamiento o alivio de la preeclampsia, el daño tisular causado por hemorragias cerebrales y úlceras crónicas en las piernas.